# Forschungsrat der DDR
Der Forschungsrat der DDR wurde 1957 gegründet und war das höchste beratende Organ des DDR-Ministerrates für alle Fragen der Forschung und Entwicklung sowie Wissenschaft und Technik in der DDR
. Die Gründung stand im Zusammenhang mit der Rückkehr der nach Kriegsende in die Sowjetunion verbrachten Atom- und Luftfahrtspezialisten sowie mit der Gründung der NVA. Der Forschungsrat der DDR entsprach dem westdeutschen Wissenschaftsrat, der ebenfalls 1957 mit nahezu identischer Struktur und Funktion gegründet wurde.

## Vorgeschichte 1956
Die Forschungspolitik der DDR war in den ersten Jahren von Mangelwirtschaft und politischer Patronage geprägt. Auf der 3. Parteikonferenz der SED im Frühjahr 1956 kamen ungeplant die stalinistischen Verbrechen und der Personenkult zur Sprache, die im Monat zuvor auf dem XX. Parteitag der KPdSU kritisiert wurden. Die vertretenen Wissenschaftler nutzten die Gelegenheit und übten in ihren Redebeiträgen offene Kritik an der bisherigen Forschungspolitik und am damals einflussreichen Zentralamt für Forschung und Technik als „großes Kellergewölbe zur Sammlung von Forschungswünschen und zum endgültigen Verschwindenlassen von Forschungsergebnissen und von vielspaltigen Berichtsformularen“ (Protokoll 3. Parteikonferenz, S. 474.)
Diese Kritik lieferte insofern Sprengstoff, als der zweite Fünfjahrplan 1956–1960 Zentralthema der Parteikonferenz war, der den Aufbau neuer, moderner und teurer Industrien forderte und in unmittelbarem Zusammenhang mit dem Beschluss der NVA-Gründung im Januar 1956 unter der Leitung von Willi Stoph stand. Im Zentrum dieser neuen Industrien standen daher Luftfahrt, Funktechnik, Halbleiter und insbesondere die Kernforschung, nachdem in  der Bundesrepublik Deutschland bereits das von Franz Josef Strauß geleitete Atomministerium gegründet worden war.
Damit stand die frühe Forschungs- und Industriepolitik der DDR von Anfang an im Zeichen der Wiederbewaffnung und hatte mit den aus der Sowjetunion zurückgekehrten Spezialisten eine gute Ausgangsposition.

## Gründung 1957
Die Gründung des Beirates für naturwissenschaftlich-technische Forschung und Entwicklung beim Ministerrat der Deutschen Demokratischen Republik, kurz Forschungsrat der DDR, wurde am 6. Juni 1957 vom Ministerrat beschlossen. Die Gründung selbst fand auf einer Tagung in der Volkskammer am 23. August 1957 statt, deren Teilnehmer Wissenschaftler, Leiter zahlreicher Großbetriebe, Wirtschaftsexperten und Vertreter staatlicher Organe waren.
Die Aufgaben des Forschungsrates waren:
- Perspektiven der naturwissenschaftlichen und technischen Forschung und Entwicklung der "neuen Technik" aufzustellen;
- Die vorhandenen Forschungskapazitäten mit den ökonomischen Erfordernissen in Übereinstimmung bringen;
- Grundsätzliche Maßnahmen zur Einführung der "neuen Technik" zu lenken und zu koordinieren.

Mit "neuer Technik" waren die genannten Gebiete Kernforschung, Luftfahrt, Funktechnik und Halbleiter gemeint. In den 60er Jahren kam die Koordinierung der im Rahmen des RGW übernommenen Forschungs- und Entwicklungsarbeiten hinzu.
Die Aufgaben erstreckten sich jedoch nicht nur auf beratende Funktionen. Der Forschungsrat
- legte auch Richtung und Perspektive der Forschung fest,
- ebenso den Aufbau von Forschungskapazitäten und ihrer Aufgabenstellungen
- und entschied über Verwendung der staatlichen Mittel.

Als ausführendes Organ des Forschungsrates wurde das bestehende "Zentrale Amt für Forschung und Technik" wiederbelebt. Ab 1964 übernahm diese Aufgabe das Staatssekretariat für Forschung und Technik, dessen Leiter gleichzeitig Erster Stellvertreter des Vorsitzenden des Forschungsrates war und daher über umfangreiche forschungspolitische Autorität verfügte.
In der Verordnung über das Statut des Forschungsrates der Deutschen Demokratischen Republik vom 7. Januar 1965 (GBl. II, S. 177 f) wurden dem Forschungsrat aufgetragen:
- der Forschungsrat unterbreitet der  staatlichen Plankommission bzw. anderen staatliche Organen Vorschläge zur Vervollkommnung der Planung und Leitung von Forschung und Technik
- Erarbeitung von Vorschlägen zur Gestaltung des Systems ökonomischer Hebel auf dem Gebiet von Forschung und Technik
- Erarbeitung von Vorschlägen zur planmäßigen Entwicklung und Konzentration der Forschungs- und Entwicklungskapazitäten sowie zur umfassenden Nutzung und schnellen Einführung der Ergebnisse von Forschung und Entwicklung in die Praxis.

Der Forschungsrat wurde mit der deutschen Wiedervereinigung am 3. Oktober 1990 (Einigungsvertrags (Art. 38 Abs. 7) aufgelöst.

## Gründungsmitglieder
- Peter Adolf Thiessen
- Max Volmer
- Manfred von Ardenne
- Heinz Barwich
- Gustav Hertz
- Robert Rompe
- Max Steenbeck

## Rechtsvorschriften
- VO über das Statut des Forschungsrates des DDR vom 7. Januar 1965 (GBl II 1965 Nr. 22 S. 177)
- VO über Gruppen und Arbeitskreise für Forschung und Technik vom 7. August 1967 (GBl. II 1967 Nr. 77 S. 551)